# Brahim El Bahri
Brahim El Bahri (Rabat, Rabat-Salé-Zemur-Zaer, Marruecos, 26 de marzo de 1986),  es un futbolista marroquí. Juega de centrocampista. Desde 2015 pertenece a la plantilla del Wydad Athletic Club de la Botola Pro 1 de Marruecos. Es internacional con la Selección de fútbol de Marruecos.

## Trayectoria
El Bahri comenzó su carrera jugando en las categorías inferiores FAR Rabat y en la temporada 2006/07 ascendió al primer equipo. En el 2007 comienza su aventura europea en varios equipos franceses llegando a ganar el Championnat National con el FC Istres.
Después de 4 temporadas en el futbol francés, El Bahri vuelve a Marruecos donde jugará en el FUS de Rabat y en su equipo actual:Wydad Athletic Club. Pero entre esos dos equipos jugó en la Championnat de Ligue Profesionelle 1 tunecina. en las filas del Club Sportif Sfaxien

## Carrera como internacional
Su primera aparición con Marruecos fue el 7 de junio de 2008 contra la Mauritania en un partido de clasificación para el Mundial de futbol de 2010 en el que se impondría Marruecos por 1 a 4.

## Palmarés

### Campeonatos nacionales
| Título               | Club      | País      | Año       |
| -------------------- | --------- | --------- | --------- |
| Botola Pro 1         | FAR Rabat | Marruecos | 2004–2005 |
| Coupe du Trône       | FAR Rabat | Marruecos | 2005–2006 |
| Championnat National | FC Istres | Francia   | 2005–2006 |

### Campeonatos internacionales
| Título   | Club      | País      | Año       |
| -------- | --------- | --------- | --------- |
| Copa CAF | FAR Rabat | Marruecos | 2005/2006 |

### Palmarés con la selección
| Título                 | Selección | Sede                      | Año  |
| ---------------------- | --------- | ------------------------- | ---- |
| Copa de Naciones Árabe | Marruecos | Bandera de Arabia Saudita | 2012 |

- Datos: Q2046687